# ترين برامسن
ترين برامسن (مواليد 26 مارس 1981) هي سياسية دنماركية عضوة في الحزب الاشتراكي الديمقراطي تشغل حالياً منصب وزيرة الدفاع.